# Megaphrynium gabonense
Megaphrynium gabonense là một loài thực vật có hoa trong họ Marantaceae. Loài này được Koechlin mô tả khoa học đầu tiên năm 1964.